# Talitha (voornaam)
Talitha of Talita is een vrouwelijke voornaam. Het is afgeleid van het aramese woord voor (klein) meisje. In het Evangelie volgens Marcus (5:41) zou Jezus de dode dochter van Jairus tot leven hebben gewekt met de woorden Talitha kumi, dat is: Meisje, sta op.
In Brazilië is de naam gebruikelijker dan in Europa. In 2009 was het de 100e meest gegeven naam aan geboren meisjes.
Verder zijn er twee dubbelsterren met de naam Talitha, Talitha Borealis en Talitha Australis, die samen een viervoudig systeem vormen in het sterrenbeeld Grote Beer.

## Bekende naamdraagsters
- Talita Angwarmasse
- Talitha Getty
- Talita Antunes
- Talitha MacKenzie
- Talitha Muusse